# Allocyclopina inopinata
Allocyclopina inopinata is een eenoogkreeftjessoort uit de familie van de Cyclopinidae. De wetenschappelijke naam van de soort is voor het eerst geldig gepubliceerd in 2008 door Defaye & Reddy.